# Klugella rufula
Klugella rufula is een mosdiertjessoort uit de familie van de Bugulidae. De wetenschappelijke naam van de soort is voor het eerst geldig gepubliceerd in 2011 door Peter J. Hayward en Judith E. Winston.